# Friedrich Hoßbach
Friedrich Hoßbach   (Unna, 22 de novembre de 1894 - Göttingen, 10 de setembre de 1980) va ser un oficial d'estat major alemany, que el 1937 va ser l'ajudant militar del Führer del Tercer Reich, Adolf Hitler.

## Biografia
Hoßbach s'uní al Reichsheer el 1913, servint al Front Oriental durant la Primera Guerra Mundial. Després de la guerra, va poder continuar la seva carrera militar al Reichswehr, on va ser destinat a l'Estat Major General. El 1934, va ser nomenat ajudant de Hitler, tot i que continuà amb els seus deures d'estat major.

### El memoràndum Hoßbach
La seva contribució més important a la història és la seva creació del Memoràndum Hoßbach. Aquest és un informe d'una reunió mantinguda el 5 de novembre de 1937 entre Hitler i el Feldmarshall von Blomberg, el General von Fritsch, l'Admiral Dr. Raeder, el Generaloberst Hermann Göring, el Baró von Neurath i Hoßbach. Aquest document va ser trobat entre els paper de Nuremberg, on va esdevenir una prova important.
El 1938, Hoßbach estava present quan Göring va donar a Hitler un enregistrament segons el qual el General von Fritsch, el comandant en cap de l'exèrcit, era culpable de pràctiques homosexuals. Tot i contravenir les ordres de Hitler, Hoßbach informà a von Fritsch de les acusacions que hauria d'encarar. Fritsch donà la seva paraula d'oficial que els càrrecs dels que l'acusaven eren falsos, i Hoßbach portà el seu missatge a Hitler. Aquest fet no costà, com hauria pogut costar, la vida a Hoßbach, tot i que va ser acomiadat del càrrec d'ajudant de Hitler dos dies després.

### Segona Guerra Mundial
Hoßbach va arribar a promocionar fins al rang de General d'Infanteria, comandant el  82è Regiment d'Infanteria, el LVI Panzerkorps i, finalment, el 4. Armee al Front Oriental, fins que va ser acomiadat el 28 de gener de 1945 per intentar retirar-se de la Prússia Oriental, desafiant les ordres de Hitler.
Al març de 1944, durant la seva etapa com a comandant del LVI Panzer Korps, Hoßbach, obeint ordres del general Josef Harpe, comandant del 9. Armee, creà 3 camps just darrere de la línia del front a Belarús, prop de la ciutat d'Ozaritxi. Aproximadament 45.000 civils (malalts, ancians, dones, nens i d'altres incapaços de treballar) van ser tancats en aquests camps, sense refugi, menjar o aigua. Les tropes del LVI Panzer Korps envoltaren els camps amb mines i es retiraren a una línia més a l'oest. Entre 9.000 i 10.000 civils havien mort per quan l'Exèrcit Roig va poder alliberar els camps.
Al final de la guerra, Hoßbach estava sent tractat per una malaltia menor a Göttingen quan les tropes americanes s'aproximaren a la ciutat. Com a conservador tradicionalista llargament oposat al règim nazi, Hoßbach havia estat advertit pels seus amics que esperés una visita de la Gestapo; que arribà a casa seva una hora abans que els americans. Hoßbach, armat amb la seva pistola, procedí a disparar-los fins que van marxar, rendint-se després als americans. Va ser alliberat el 1947.

## Dates de promocions i condecoracions

### Promocions
- Fähnrich (29-10-1913)
- Leutnant (19-06-1914)
- Oberleutnant (20-9-1918)
- Hauptmann (01-3-1927)
- Major (01-3-1934)
- Oberstleutnant (01-9-1935)
- Oberst (01-3-1937)
- Generalmajor (01-3-1942)
- Generalleutnant (15-5-1943)
- General der Infanterie (01-11-1943)

### Condecoracions
- Creu de Cavaller amb Fulles de Roure:

- Creu de Cavaller (227è): com Oberst i comandant del 82è Regiment d'Infanteria (7/10/1940)
- Fulles de Roure (298è): com Generalleutnant i comandant del LVI Panzerkorps (11/9/1943)

- Creu de Ferro de 1a Classe – 1914 (26/5/1916)
- Creu de Ferro de 2a Classe – 1914 (26/9/1914)
- Barra de 1939 de la Creu de Ferro de 1a Classe – 1914 (30/5/1940)
- Barra de 1939 de la Creu de Ferro de 2a Classe – 1914 (11/5/1940)
- Creu Hanseàtica d'Hamburg
- Creu del Mèrit de 3a Classe amb insígnia de Guerra (Àustria)
- Creu d'Honor dels Combatents de 1914-18
- Medalla de l'1 d'octubre de 1938
- Creu dels 25 anys de Servei a les Forces Armades
- Medalla dels 12 anys de Servei a les Forces Armades
- Insígnia de Ferits en Negre (1918)
- Medalla de la Campanya d'Hivern a l'Est 1941/42
- 3 Mencions al  Wehrmachtbericht : 18.10.1943; 06.04.1944; 31.10.1944

Hoßbach va ser recomanat en 3 ocasions per rebre les Espases per a la seva Creu de Cavaller durant 1944, però les propostes van ser desestimades.